# Mannen från andra sidan (1939)
Mannen från andra sidan (originaltitel: On Borrowed Time) är en amerikansk film från 1939 i regi av Harold S. Bucquet. Det är en filmatisering av Paul Osborns pjäs On Borrowed Time, i sin tur byggd på Lawrence Edward Watkins roman med samma namn från 1937.

## Rollista, urval
- Lionel Barrymore - Julian Northrup
- Cedric Hardwicke - Mr. Brink
- Beulah Bondi - Nellie
- Una Merkel - Marcia Giles
- Bobs Watson - Pud
- Nat Pendleton - Mr. Grimes
- Henry Travers - Dr. Evans
- Grant Mitchell - Mr. Pilbeam
- Eily Malyon - Demetria Riffle
- James Burke - sheriff
- Charles Waldron - Murdock
- Ian Wolfe - Charles Wentworth
- Phillip Terry - Bill Lovry